# Filmmusik (Album)
Filmmusik ist ein Kompilationsalbum der deutschen Band Haindling, das im November 2000 erschien.

## Hintergrund
Die Erstveröffentlichung von Filmmusik erfolgte am 13. November 2000 bei Ariola und wurde durch Sony BMG vertrieben.
Es handelt sich hierbei um eine Zusammenstellung von Haindlings Arbeiten für den Bayerischen Rundfunk und versammelt die Lieder der TV-Serien Café Meineid (1989–2002), Irgendwie und Sowieso (1986/2000) und Zur Freiheit (Neuauflage 2000) sowie den Fernsehfilmen Einmal leben (1999), Der Schandfleck (1999), Das ewige Lied (1997) und Madame Bäurin (1993). Die Lieder stammen aus den Jahren 1986 bis 1999.

## Titelliste
CD 1
1. Irgendwie und sowieso – 3:24
2. Irgendwie und sowieso 2000 – 2:29
3. Indien – 2:16
4. Liebeslied – 1:45
5. Paula 2000 – 2:49
6. Einmal leben: I / II / III / IV / V / VI – 20:22
7. Café Meineid: Café Meineid I (Titelmelodie) / II / III / IV / V / VI / VII / VIII / IX / X / XI / XII / XIII / XIV / XV – 39:12

CD 2
1. Der Schandfleck: I / II / III / IV / V / VI / VII – 14:12
2. Eins, zwei, drei – 2:55
3. Madame Bäurin – 8:00
4. Das ewige Lied: I / II / III / IV / V / VI / VII / VIII / IX / X / XI / XII – 26:54

## Rezensionen
„Just dort, wo konservative Kreise derzeit ihren Begriff von der ‚deutschen Leitkultur‘ etabliert wissen möchten, erblüht schon seit fast 20 Jahren mit Buchners ‚bajuwarischer Weltmusik‘ einer der hierzu denkbar schönsten Gegenentwürfe: in den Räumen eines ehemaligen Dorfgasthauses. Weil seine Filmmusiken viel zu schön sind, um in Archiven vor sich hinzustauben, gibt es jetzt das Beste, was das knitze Multitalent mit den Jahren für Regisseure wie Franx X. Bogner und Julian Pölsler schrieb. Wie immer ein Hochgenuss: das Mastering von Matthias Ruckdäschel, das nach dem Motto ‚Der Star ist das Instrument‘ die Vielfalt des Buchnerschen Klangkosmos in sauberstem High-Tech-Sound und ohne Effekthascherei abbildet.“

## Chartplatzierungen
Das Album platzierte sich eine Woche in den deutschen Albumcharts und belegte dabei am 4. Dezember 2000 Rang 85.
| ChartsChartplatzierungen | Höchstplatzierung | Wochen |
| ------------------------ | ----------------- | ------ |
| Deutschland (GfK)        | 85 (1 Wo.)        | 1      |